# Blitzkrieg Bop
"Blitzkrieg Bop" je skladba americké punkrockové skupiny Ramones. Byl vydán jako debutový singl skupiny v dubnu 1976 v USA. Je hlavním singlem debutového alba Ramones, které vyšlo ve stejném měsíci.
Skladbu napsali baskytarista Dee Dee Ramone (text) a bubeník Tommy Ramone (hudba a text).
Skladba byla zařazena na 92. místo v seznamu Rolling Stone – 500 nejlepších písní všech dob magazínu Rolling Stone. V březnu 2005 zařadil magazín Q skladbu na 31. místo v seznamu 100 Greatest Guitar Tracks a v roce 2008 ji magazín Rolling Stone zařadil na 18. místo v seznamu Best Guitar Songs of All Time. V roce 2009 se stala 25. nejlepší hardrockovou písní všech dob podle VH1.

## Seznam skladeb
1. "Blitzkrieg Bop" (Tommy Ramone/Dee Dee Ramone) - 2:14
2. "Havanna Affair" (Dee Dee Ramone /Johnny Ramone) - 1:57